# مات لارسن
مات لارسن (بالإنجليزية: Matt Larsen)‏ هو فنان قتالي أمريكي، ولد في 10 أبريل 1967.